# Copa Argentina
Copa Argentina (dříve Copa de Argentina) neboli argentinský fotbalový pohár je nejvyšší fotbalovou pohárovou soutěží v Argentině pořádanou Argentinskou fotbalovou asociací (AFA). První ročník se uskutečnil v roce 1969, pravidelně se hraje až od roku 2011, kdy přijala oficiální název podle sponzora Copa Argentina Sancor Seguros.
V letech 1969 a 1970 se uskutečnily dva ročníky, přičemž ten druhý se nedohrál a vítěz nebyl honorován.

## Přehled finálových utkání
Pozn.: vítěz označen tučně

Zdroj:
| Rok/sezona | Vítěz (tituly)   | Finalista                  | Výsledek  |
| ---------- | ---------------- | -------------------------- | --------- |
| 1969       | Boca Juniors (1) | CA Atlanta                 | 3:1, 0:1  |
| 1970       | nedohráno        | nedohráno                  | nedohráno |
| 2011/12    | Boca Juniors (2) | Racing Club (Buenos Aires) | 2:1       |
| 2012/13    | Arsenal (1)      | San Lorenzo                | 3:0       |
| 2013/14    |                  |                            |           |